# Aconodes submontana
Aconodes submontana är en skalbaggsart som först beskrevs av Stefan von Breuning 1949.  Aconodes submontana ingår i släktet Aconodes och familjen långhorningar.
Artens utbredningsområde är Burma. Inga underarter finns listade i Catalogue of Life.